# 수영사적공원

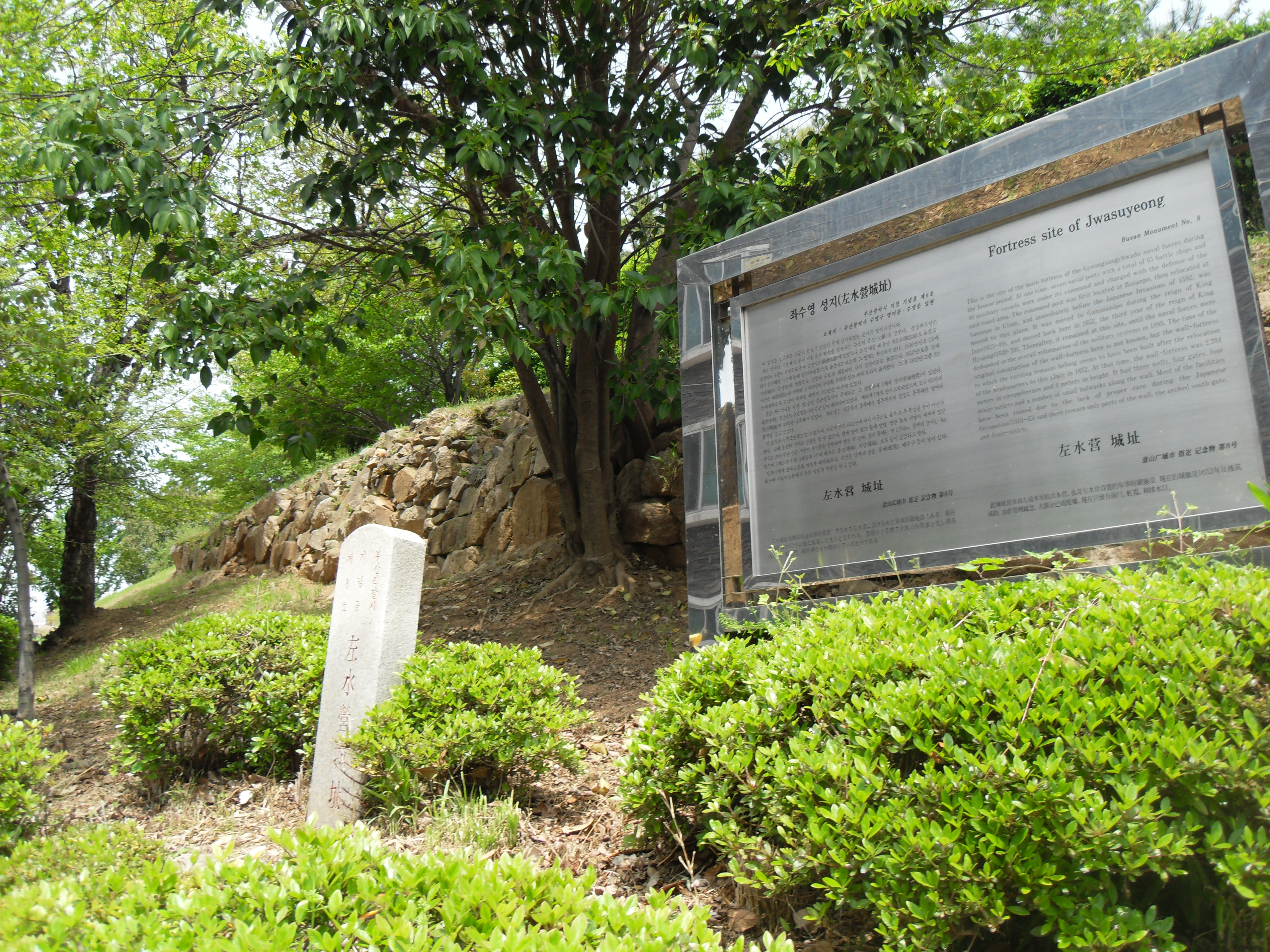

수영사적공원(水營史蹟公園)은 부산광역시 수영구 수영동에 있는 역사 공원으로, 경상좌수영성지에 마련되어 있다. 수영 사적 공원은 조선시대 동남해안을 관할했던 수군 군영인 경상좌도수군절도사영이 있던 자리로 현재는 수영동 수영교차로에서 북쪽으로 200m 거리에 위치해 있다.

## 개요
수영사적공원은 경상좌수영성지와 수영성 남문 내외에 조성된 부산광역시의 공원이다. 수영 사람들의 혼이 담겨있는 역사와 교육의 장으로 부산의 해양민속을 한자리에서 볼 수 있는 대표적인 문화유적 공원이다.
이곳은 수영교차로에서 북쪽으로 200m 거리에 있는 조선시대 동남해안을 관할했던 수군군영인 경상좌도수군절도사영이 있던 자리로 수영이란 지명도 수군절도사영의 준말이었는데 현재의 지명으로 굳어졌다.
공원 안에는 시 지정 유형문화재인 경상좌수영성 남문, 시 지정 기념물인 25의용단을 비롯한 수영야류 등 무형문화재 3종, 좌수영 성지 곰솔, 푸조나무 등 천연기념물 2종, 안용복 장군 사당 등 비지정 문화유적 5종이 있으며, 이를 보존·관리하고 있는 (사)수영고적민속예술보존협회가 있다.
뒤로는 산세가 수려한 금련산이 있고 앞으로는 광안리해수욕장이 있어 전형적인 배산임해의 명승지이다. 조선시대에는 경상좌도 수군절도사영이 있어 군사적으로 대단히 중요한 지역이었다. 수영이란 지명도 수군절도사영의 준말이었는데 현재의 지명으로 굳어졌다.
수영공원은 조선시대 남해안의 4군영을 관할했던 수군총괄 군영인 경상좌도 수군절도사영이 있었던 자리로써 현재는 성은 없고 성지 관련 유적만 수영공원에 남아 있다. 이 공원 안에는 25 의용단을 비롯한 사당 및 충혼탑 유형문화재 3종과 수영 야류 등 무형문화재 3종, 수영동 곰솔, 푸조나무 등 천연기념물 2종, 안용복장군 충혼탑 등 비지정문화재 5종이 있으며 이를 보존하고 관리하는 수영민속예술관이 있다.
특히 왜인들에게 독도가 우리땅임을 확약받아온 안용복장군 충혼사당 및 충혼탑을 비롯하여 송씨할매당, 할배당 등 수영 사람들의 혼이 담겨있는 역사와 교육의 장으로 부산의 해양민속을 한자리에서 볼 수 있는 대표적 문화유적 공원이다.
수영사적공원은 부산 수영구와 경상좌수영성지와 함께 대표하는 시민들의 휴식처, 관광을 해오고 있다.

## 문화재

### 지정 문화재
- 경상좌수영성지 (부산 시도기념물 제8호)
- 경상좌수영성 남문 (부산 시도유형문화재 제17호)
- 25의용단 (부산 시도기념물  제12호)
- 부산 좌수영성지 곰솔(천연기념물  제270호)
- 부산 좌수영성지 푸조나무(천연기념물  제311호)

### 비지정 문화재
- 안용복 장군 충혼탑
- 수영민속예술관 (시설물 보존하고 관리)